# 四齿仿短桨蟹
四齿仿短桨蟹（学名：Thalamitoides quadridens）为梭子蟹科仿短桨蟹属的动物。分布于日本、夏威夷、关岛、约翰斯顿岛、马绍尔群岛、萨摩亚、斐济、菲律宾、安汶、澳大利亚、红海、马达加斯加、坦桑尼亚以及中国大陆的南沙群岛等地，生活环境为海水，一般栖息于珊瑚礁浅水中。该物种的模式产地在马达加斯加。